# Casamiento en casa
El casamiento en casa es una institución jurídica aragonesa de régimen consuetudinario, que se establece por medio de capitulaciones matrimoniales, por la que se pacta en contrario respecto del régimen establecido para los casos de viudedad en el Derecho foral aragonés. Concretamente, en caso de muerte del heredero, se otorga al cónyuge que ha quedado viudo la prórroga del usufructo viudal, y en caso de que este contraiga nuevo matrimonio y sea autorizado a hacerlo, el derecho a trasladar el usufructo viudal a su nuevo cónyuge.
En efecto, el «casamiento en casa» contradice lo establecido en los Fueros de Aragón ya que según éstos si un heredero contrae matrimonio con un «forastero», y se da el caso de que el heredero muere, el «forastero» podrá gozar solo del usufructo viudal de la «casa» mientras no contraiga nuevo matrimonio; en caso de contraerlo, el usufructo queda extinguido y el «forastero» pierde la «casa». En cambio, en el «casamiento en casa» si el heredero muere el «forastero» pueda contraer nuevo matrimonio sin perder el usufructo de viudedad que le corresponde sobre el patrimonio del heredero muerto, es decir, sobre la «casa», y además puede transmitir ese usufructo al nuevo cónyuge, si muere el usufructuario, siempre que este segundo matrimonio hubiera sido considerado positivo para la casa y la familia, decisión que corresponderá a las personas designadas a tal efecto, y que normalmente son los instituyentes o una junta de parientes.

## Definiciones
Según Joaquín Costa (1880):

Casamiento en casa: Facultad que, para el caso de enviudar, se reserva en los capítulos matrimoniales el cónyuge forastero, que viene a casar en casa extraña con un heredero, de contraer nuevo matrimonio sobre la casa y bienes de éste, esto es, sin perder el usufructo foral (que queda prorrogado en perjuicio de los herederos legítimos de dicha casa), asegurando con hipoteca especial, sobre bienes del difunto heredero la dote o legítima que aporta el nuevo cónyuge, y transfiriendo a éste el usufructo de los mismos biénes para el caso de que enviude a su vez.

Según Luis Martín-Ballestero (1944):

Casamiento en casa: Pacto por el cual si el heredero forzoso muere sin dejar un sucesor con capacidad para administrar la casa familiar, su cónyuge puede volver a casarse sin perder sus derechos patrimoniales sobre la herencia del premuerto, pero siempre que lo haga en la casa de éste.

Según Francisco Palá Mediano (1951):

Casamiento en casa: En el Alto Aragón, el derecho concedido al viudo o viuda para continuar disfrutando del usufructo legal que se le hubiese reconocido, en el caso de contraer segundas nupcias.

Según Joquín Sapena Tomás (1953):

Casamiento en casa: Viuda la (o el) contrayente con hijos todos menores de dieciséis años o incapaces (y también sin hijos), podrá casar de nuevo sobre la casa y bienes de su difunto marido si para ello prestaren su consentimiento los instituyentes, el sobreviviente de ellos o, a falta de los dos, el Consejo de Parientes. En tal caso se prorrogará a su favor el usufructo de viudedad, el cual se hará extensivo al nuevo cónyuge; las aportaciones de éste podrán ser aseguradas sobre los bienes de la casa, y los hijos del posterior matrimonio serán dotados al haber y poder de la misma si en su pro trabajaren.

Según Carmen Bayod López (2007): 

Casamiento en casa: Es aquella modalidad consuetudinaria de la viudedad foral por la que el contrayente que quedare viudo se le concede en las capitulaciones matrimoniales la facultad de volverse a casar con prórroga del usufructo vidual y comunicación del mismo al nuevo cónyuge, siempre que las segundas nupcias fueran convenientes a la casa y a la familia, consintiéndolas por ello las personas prefijadas en la misma, por regla general, los instituyentes, o a falta de ellos, la Junta de Parientes. El usufructo se pierde si se abandona la casa.

En conclusión, según Josep Serrano Daura, siguiendo los estudios del «casamiento en casa» de Joaquín Costa, Luis Martín-Ballestero y Joaquín Sapena Tomás,:

Los elementos básicos y esenciales de la institución serían los siguientes:
- Que se cede el usufructo de la casa del cónyuge difunto.
- Que la institución se refiere al cónyuge «forastero» o acogido por la familia del cónyuge heredero de la casa.
- Que debe haber sido pactada (la institución) en pactos matrimoniales y autorizada por el cónyuge difunto o por sus padres.
- Que se prevé en cuanto se considera conveniente para la casa y la familia del cónyuge difunto, precisamente para asegurar su conservación.
- Y que el nuevo cónyuge del usufructuario ha de trabajar para la «casa» y cuidar de los miembros que la integran.

## Origen
Por su finalidad, naturaleza y carácter, esta institución jurídica tuvo su origen en las comarcas del Alto Aragón en comunidades agrícolas y ganaderas de un entorno sociológico rural y en una economía agropecuaria en la que, mediante la inserción de la cláusula en los capítulos matrimoniales, se trataba de mantener la viabilidad de la «casa». Sin embargo, la institución del casamiento en casa no aparece en ninguna de las compilaciones forales aragonesas escritas del siglo XIV ni tampoco en las anteriores.

En Aragón, y aún más en las tierras pirenaicas y su entorno, la palabra «casa» no se refiere exclusivamente al edificio destinado a la vivienda familiar [,] sino que incluye tierras y todo tipo de propiedades, tales como corrales y pajares, ganado y animales de labor. Tradicionalmente han sido miembros de la «casa» no sólo la familia propiamente dicha [,] sino que también quedaban englobados los criados, cuando los había, y las personas acogidas a la misma, aunque no tuvieran vínculos de sangre entre ellos.
Ana Isabel Lapeña Paúl, Santa Cruz de la Serós: Arte, formas de vida e historia de un pueblo del Alto Aragón, Zaragoza, Mira, 1993, págs. 85-86.

La «Casa» es una institución formada por una universidad de personas y bienes, que se manifiesta en una unidad de destino, bajo la titularidad de un senior y gestionada por él o por un miembro de la misma, unido a ella por la sangre o por integración.
Benito Vicente de Cuéllar, «Los "condes-reyes" de Barcelona y la "adquisición" del reino de Aragón por la dinastía bellónida», Hidalguía, vol. XLIII, 1995, pág. 623.

## Debate historiográfico: ¿Las «capitulaciones matrimoniales» pactadas por Ramiro II y Ramon Berenguer IV en 1137 fueron un «casamiento en casa»?
En 1987 se inició un debate historiográfico, que no ha concluido, sobre la tesis sostenida por el historiador aragonés Antonio Ubieto Arteta, en dos obras publicadas en ese año, de que la donación de la infanta Petronila (de un año de edad) y el reino de Aragón por parte de Ramiro II al conde de Barcelona Ramon Berenguer IV acordada en 1137 no fue tal sino unas capitulaciones matrimoniales que se produjeron en el marco del «casamiento en casa», lo que habría comportado el sometimiento del conde de Barcelona a Petronila. Es decir, Ramon Berenguer IV, princeps de Aragón desde 1137 hasta su muerte en 1162, no habría regido por sí mismo la casa/reino de Aragón, sino que habría realizado sus actos como consorte de la heredera/reina Petronila (con quien consumó el matrimonio en 1150, cuando cumplió la edad canónica). De esa tesis habría derivado una segunda según la cual Ramiro II habría «ahijado» a Ramon Berenguer IV lo que habría supuesto la extinción de la línea troncal del linaje de la Casa de Barcelona. Estas tesis han sido aceptadas y asumidas por buena parte de la historiografía española[cita requerida], y singularmente por la aragonesa, mientras que han sido cuestionadas por la historiografía catalana (y no sólo por ella).
- Algunos aspectos de la obra de Ubieto han sido severamente criticados por diversos historiadores contemporáneos. Entre los historiadores valencianos podemos destacar las críticas de Ernest Belenguer, quien califica su obra de "parcial" y "manipulada",[11] diagnóstico compartido también por el también historiador valenciano Ferrán García-Oliver, quien además lo acusa de malinterpretar y tergiversar documentos.[12] Carme Barceló Torres, Pedro López Elum y Mateu Rodrigo Lizondo, que ostentaron la plaza de catedrático de Historia Medieval de la Universidad de Valencia al igual que el propio Ubieto, han cuestionado la metodología empleada en los estudios de este, a los que han tachado de revisionistas.[13]

### Sí
- En dos obras publicadas en 1987 el historiador Antonio Ubieto Arteta[14][15] ha sostenido la tesis de que las «capitulaciones matrimoniales» acordadas por el rey de Aragón Ramiro II y el conde de Barcelona Ramon Bereguer IV en 1137 según las cuales el primero donaba al segundo a «su hija [Petronila, de un año de edad] por mujer, con todo el reino aragonés íntegro» eran un «casamiento en casa», aunque Ubieto reconocía que «no se cita con ese nombre».[16] La tesis fue aceptada y asumida como propia por buena parte de la historiografía española, y singularmente por la aragonesa. El historiador aragonés José Ángel Sesma Muñoz escribía en una obra publicada en el año 2000: «Ha sido Antonio Ubieto, quien con una paciente recogida de documentación y un minucioso análisis de las fuentes, ha llegado a resolver convenientemente las claves jurídicas e históricas que llevaron al matrimonio de Ramón Berenguer IV, conde de Barcelona, y Petronila hija y heredera del rey Ramiro II de Aragón y a la unión de los dos patrimonios para formar la Corona de Aragón. La fórmula pactada, que quedó plasmada en las capitulaciones matrimoniales firmadas en agosto de 1137, fue la denominada casamiento en casa, completada con la regulación del uso de la potestas regia».[17]

Para Ubieto una de las frases clave de las «capitulaciones matrimoniales» que demostraría que se trataba de un «casamiento en casa» es la que dice: «si mi hija muriese, y tú [Ramon] sobrevivieses, tengas la donación del predicho reino libre e inmutable, sin ningún impedimento después de mi muerte». Otra sería la que cierra las capitulaciones: «Y que yo, el predicho rey Ramiro, sea rey, señor y padre en el predicho reino y en todos tus condados mientras a mi me plazca». De ellas Ubieto deducía que Petronila había aportado al matrimonio el reino de Aragón (la «casa») y que en caso de que falleciese antes que Ramon Berenguer este sería dueño completo de la misma (tras la muerte del propio rey Ramiro). A cambio los condados de Ramon Berenguer pasaban a depender del reino de Aragón. Es decir, Ramon Berenguer IV no habría regido por sí mismo la casa/reino de Aragón, sino que habría realizado sus actos como consorte de la heredera/reina Petronila. «Sólo quedaba esperar que la infanta Petronila alcanzase la mayoría de edad canónica para realizar el matrimonio», escribe Ubieto.
- En 1995 Benito Vicente de Cuéllar recurrió a la teoría del «casamiento en casa» para refutar la tesis de que Ramon Berenguer IV «adquirió» el reino de Aragón a raíz de su matrimonio con Petronila. «Precisamente fue al revés, con ese matrimonio Ramón Berenguer IV aportó a la Casa de Aragón, en la que se integraba, su persona y sus bienes, incluido el Condado de Barcelona, con sus tierras y vasallos. [...] Consecuentemente la posición del Conde Ramón fue la de administrador de la Casa, regente del Reino. Del que seguía siendo señor, padre y rey, Ramiro II, hasta que murió el 16 de agosto de 1157. Luego su hija Doña Petronila sería la reina titular hasta que el 18 de junio de 1164 renunció en favor de su hijo Alfonso II».[19]

- Ese mismo año de 1995, Guillermo Fatás sostuvo la misma tesis, de nuevo recurriendo a la teoría del «casamiento en casa». Publicó un libro junto con Guillermo Redondo,[20] pero tuvieron mucha mayor repercusión los artículos aparecidos en el diario Heraldo de Aragón dedicados a demostrar que los «cuatro palos de gules sobre campo dorado» (que aparecen en las banderas actuales de Cataluña, de Aragón, de la Comunidad Valenciana y de las Islas Baleares) no eran de origen catalán sino aragonés. Y para demostrarlo recurría a la teoría del «casamiento en casa». Según Fatás, «la dinastía catalana no "adquirió" el reino de Aragón por matrimonio, sino que se extinguió en ese mismo desposorio para transformarse en dinastía aragonesa, perdiendo apellido y existencia...». «Ya no hubo casa de Barcelona, expresión que, desde aquella boda es anacrónica y mera forma moderna de expresarse». Por eso «ningún conde de Barcelona usó jamás las barras». «Ramón Berenguer IV, si lo hizo [que muchos lo discuten...], fue a partir de 1150, trece años después de declararse a perpetuidad hijo y vasallo de Ramiro para poder entrar en la Casa real de Aragón». Afirmaciones que fueron replicadas al año siguiente por el genealogista y heraldista catalán Armand de Fluvià en un artículo publicado en la Revista de Catalunya que llevaba por título: «El senyal dels Quatre Pals és del comte de Barcelona i, per tant, català i no aragonés» ['El señal de los Cuatro Palos es del conde de Barcelona y, por tanto, catalán y no aragonés'].[21]

Cinco años después Fatás reiteraba la misma tesis en el «El escudo de Aragón», trabajo incluido en el catálogo de la exposición celebrada en el Centro Cultural de la Villa de Madrid del 4 de abril al 21 de mayo de 2000 con el título «Aragón, reino y corona». Volvió a insistir en que la Casa de Aragón no fue «absorbida por la Casa de Barcelona» tras los esponsales de Ramón Berenguer IV y Petronila, sino que ocurrió lo contrario y de nuevo recurrió a la teoría del «casamiento en casa» para demostrarlo, a lo que añadió la supuesta superioridad de la Casa de Aragón sobre la Casa de Barcelona, al tratarse la primera de un linaje real y la segunda de un linaje condal. Según Fatás, el matrimonio entre Ramón Berenguer IV y Petronila fue «un matrimonio desigual (entre reina y conde que, además es vasallo del rey de Francia)» y al realizarse según los términos del «casamiento en casa» Ramon Berenguer asumió «como propio un linaje superior» y renunció al suyo, convirtiéndose «con ello en miembro de la casa de su mujer, titular de los derechos, y en administrador de la misma aunque sujeto a la autoridad del varón mayor de su nueva casa si lo hubiere». Fatas interpreta la frase del documento de Barbastro de que Ramiro seguirá siendo rex, dominus et pater in prephato regno et in totis comitatibus tuis dum mihi pacuerit ('rey, señor y padre en el predicho reino y en todos tus condados mientras a mi me plazca') de la misma forma que Ubieto: Ramon Berenguer «acepta por rey, señor y padre al señor mayor de la Casa de Aragón (así era en Derecho de Aragón), tanto en Aragón como en los condados de su casa de origen, sin limitación alguna ("según le plazca" a Ramiro)». «El nuevo miembro de la Casa de Aragón no tendrá la nuda propiedad ni la titularidad de los derechos de la Casa, salvo que se extingan el señor mayor, la heredera y futura reina y los hijos que ésta pueda tener. Sólo en tal caso podrá el nuevo hijo, súbdito y vasallo, ser el señor mayor. Lo que no sucedió». En ese mismo año 2000 José Ángel Sesma Muñoz defendía la misma tesis: «Ramón Berenguer se integraba en la familia Aragón, anteponiendo su linaje a filiación anterior que, para sus sucesores, debía quedar siempre en segundo lugar respecto a la dinastía aportada por su esposa... El conde de Barcelona, como príncipe de Aragón, sin recibir nunca el título de rey pero sí con capacidad de ejercer la potestas regia, se hizo cargo del gobierno a la espera de que Petronila alcanzase la edad requerida por el Derecho Canónico para consumarse el matrimonio».
En 2003 Manuel Fuertes de Gilbert Rojo sostenía la misma tesis que Guillermo Fatás de que el linaje de la Casa de Barcelona se extinguió con Ramon Berenguer IV: «Este matrimonio uxorial hace que el marido se integre en la Casa, se adscriba al grupo familiar de la esposa, y quede sometido a la autoridad del donante o Señor Mayor de la Casa, quien pasa a ser padre y Señor también del marido y de lo que este tiene o aporta. Por ello Ramón Berenguer, pasó a ser un miembro más de la Casa de Aragón y de su linaje con extinción del propio. Con ello se inicia en su hijo y sucesor, Alfonso, la Casa de Aragón-Barcelona».
- En 1997, Adela Mora Cañada señaló que los esponsales acordados por Ramiro II y Ramón Berenguer IV tenía un antecedente ya que Alfonso I el Batallador había dictado cláusulas parecidas en su boda con Urraca I de León. La «carta de arras» otorgada en diciembre de 1109 estipulaba: «convengo contigo que si Dios omnipotente me diese un hijo de ti, y yo muriese y tu me sobrevives, que tú y mi hijo tengáis todas mis tierras que hoy tengo y en el futuro conquiste con ayuda de Dios [...] Que si no tuviese hijo de ti y me sobrevives, que sea para ti toda mi tierra, y que la tengas ingenua y libre, como propia heredad, para hacer allí tu voluntad después de mis días».[25][nota 1] Esta interpretación de que a falta de un sucesor varón, el reino de Aragón se transmite por vía de mujer, con la particularidad de que la hembra no puede ejercer la potestas regia, ya había sido avanzada por Alberto Montaner Frutos en 1995.[26]

En 2008 Ana Isabel Lapeña Paúl, en su monografía sobre el rey Ramiro II de Aragón, recurrió al documento de la «carta de arras» otorgada en diciembre de 1109 con motivo de la boda de Alfonso I el Batallador con Urraca de León, citado por Adela Mora Cañada, para responder a las críticas formuladas por Josep Serrano Daura (Vid. infra) de que la institución del casamiento en casa no existía en el siglo XII, aunque reconocía que no había un corpus legislativo escrito al respecto. Afirmó que la «carta de arras» de 1109 seguía las mismas pautas que el acuerdo de esponsales de 1137.

### No
- Josep Serrano Daura (1998) ha afirmado que el concepto familiar de «casa», proveniente del derecho privado, no es aplicable al «reino de Aragón sobre el que el rey ostenta su potestad pero no la propiedad». Serrano Daura advierte asimismo que Ubieto «ignora que el "casamiento en casa" consiste en la prórroga del usufructo vidual sobre los bienes del cónyuge premuerto, y no la titularidad de los mismos que sí concede a Ramón Berenguer IV» y que «el hecho de que no se haga referencia a un posible nuevo matrimonio del conde de Barcelona, no implica una autorización tácita en el sentido que Ubieto quiere dar, sencillamente se está confirmando que la donación es plena y libre como sí se dice; y el hecho de que Ramiro II quiera ser rey, señor o amo y padre del conde no quiere decir otra cosa que el rey se reserva su dignidad aunque sea formal si tenemos en cuenta que pocos meses después [Renuncia de Zaragoza] pide a los hombres del reino que tengan a Ramón Berenguer IV como su rey [dono atque concedo quicquid retinueram in ipsa alia carta donacionis Regni quam ei antea feceram: 'Doy y concedo cuanto tenía retenido en la misma otra carta de donación del Reino que anteriormente le había hecho'.]».[28] Además Serrano Daura recuerda que no hay ninguna prueba de que el "casamiento en casa" existiera en el siglo XII («una institución consuetudinaria tardía, quizá del siglo XV o posterior», afirma), y también que ningún estudioso del «casamiento en casa» (hasta Ubieto) lo había relacionado con el pacto de 1137. Serrano Daura insiste en el carácter privado del «casamiento en casa», por lo que afirma que «no es trasladable al acto de 1137. Pretender otra cosa y situar en ese acto del siglo XII el origen de la institución es forzarla abusivamente, y sin fundamento, más cuando no existe realmente ni el más mínimo nexo».[29]

En conclusión, según Josep Serrano Daura, «Ramiro II hace donación plena de su reino a Ramón Berenguer IV... y el matrimonio que concierta en el mismo acto entre Petronila y el conde de Barcelona, sería el medio para legitimar ante los súbditos aragoneses la donación de Ramiro II a un soberano extranjero de manera que la presumible descendencia común lo sería de las casas de Barcelona y Aragón (en este caso por línea materna)... Esto, no obstante, el documento de 1137 en ningún momento vincula la efectividad de la donación de Aragón al matrimonio de Ramon Berenguer IV y Petronila. [...] Insistimos en que el conde de Barcelona recibe el reino de manera plena y libre de toda carga o gravamen; y el matrimonio que se prevé en el mismo documento entre él y Petronila no condiciona su efectividad». Tesis esta última —que de la donación de 1137 no se induce que Petronila fuera la titular del poder regio— que ya había sostenido Alfonso García-Gallo en 1966.

[...] conforme al tenor literal del documento, no se trata de una escritura matrimonial en virtud de la cual el marido adquiera los derechos de la mujer, ni de la promesa o entrega de una dote; sino, de acuerdo con el testamento de Ramiro I, de la elección de un marido y de la entrega del poder directamente a éste. En la escritura no hay ni una sola frase de la que pueda inducirse que Petronila es la titular del poder que ejerce su marido o que en alguna parte se reserva. Salvo la fidelidad debida a Ramiro II y a su hija, los aragoneses quedan bajo la autoridad y obediencia de Ramón Berenguer. La condición jurídica de éste no se basa en que él es el marido —el matrimonio ha podido ser el motivo, pero no la «causa» en el sentido que a esta palabra se da en Derecho—, sino en una donación; por ello se prevé que, aún disuelto el matrimonio por muerte de Petronila, Ramón Berenguer conserve el reino de Aragón libre e inmutablemente.

- Algunos de los argumentos utilizados por Josep Serrano Daura para rebatir la tesis de Ubieto, ya habían sido expuestos dos años antes por el genealogista y heraldista Armand de Fluvià en su réplica a los artículos de Guillermo Fatás publicados en 1995 en el Heraldo de Aragón en los que defendía el origen aragonés y no catalán de los «cuatro palos de gules sobre campo dorado». «De entrada —escribía Fluvià— ya es muy sospechoso, porque las capitulaciones matrimoniales no aparecen, al menos en Cataluña, y creo que tampoco en Aragón, hasta mediados del siglo XIV. Por otro lado, Ramiro II no firma un pacto, sino que hace una donación que es muy diferente». «Pienso que Ubieto, antes de esgrimir esta atrevida suposición, tendría que haber estudiado a fondo si esta figura del "casamiento en casa" ya existía en Aragón en la primera mitad del siglo XII. Yo me inclino a negarlo, pues se trata de una institución similar a la de pubilla, y esta no aparece en el Principado hasta unos cuantos siglos más tarde. Por otro lado, también tendría que haber considerado que se trata de una institución de derecho privado, y si esta puede ser aplicada a un instrumento de derecho público. Soy consciente, sin embargo, que en la época en cuestión es difícil delimitar los ámbitos de los derechos públicos y privado». La conclusión final de Armand de Fluvià es la misma que la de Serrano Daura: «Hay que pensar que lo único que pretendía Ramon Berenguer IV con esta boda era incrementar su poder y prestigio y por eso se avino a firmar aquel documento que le reportaba la adquisición de un reino». Y añade: «Sin embargo, poco se debía de sentir obligado a hacerlo, si tenemos en cuenta que en 1149, un año antes de consumar el matrimonio [con Petronila], llamándose "conde de Barcelona y señor y príncipe de Aragón", firmó la paz con rey García VI de Pamplona, por la que se acuerda que Ramon Berenguer IV se case con la infanta Blanca, hija del rey».[21]

- En 2014 Josep-David Garrido Valls consideraba que el documento era una «donación, que podemos entender como una auténtica abdicación» y a continuación lamentaba que «a poniente del Cinca, se hubieran empleado esfuerzos intelectuales en un propósito descaradamente mezquino con el fin de minimizar el protagonismo del conde de Barcelona. El señor Antonio Ubieto, a quien perdía su anticatalanismo, es el máximo exponente de este comportamiento tan acientífico. ¡Lo reitero: es una lástima!».[32] Más adelante se remitía a la crítica de la tesis del «casamiento en casa» realizada por Josep Serrano Daura y al análisis del documento realizado por Alfonso García-Gallo, que «ya se encargó de explicar con pelos y señales el carácter de donación, de hija y reino» y volvía a reiterar que «a poniente del Cinca, nunca se ha digerido bien que el conde de Barcelona se convirtiera en soberano de Aragón y ha bregado, con pertinacia abrumadora, a hacer reinar a Ramiro II hasta 1157, lo que es, lisa y llanamente, falso». Y también cuestionó que la donación del reino de Aragón a Ramon Berenguer IV estuviera condicionada a su matrimonio con Petronila. «Ramon Berenguer IV, un no-aragonés, aceptó las condiciones tan favorables que le ofrecieron para hacer crecer sus dominios patrimoniales. Otra cosa es si podría realizarse algún día el matrimonio que se pretendía. Había que esperar tiempo para que Petronila llegase a la edad núbil, quizás demasiado, y además el rey de Castilla tenía otros planes para ella [casarla con su heredero Sancho]. Por si acaso, Ramiro II dejaba bien claro que Aragón era del conde de Barcelona, tanto si finalmente había matrimonio con Petronila como si no lo había. Y los aragoneses asintieron».[33]

- En 2018 Cristian Palomo calificaba como «errónea» la tesis del «casamiento en casa» argumentando que a tenor de lo que dice el documento de 1137 («doy a ti, Ramon, mi hija por mujer, con todo el reino aragonés íntegro, así como mi padre, el rey Sancho, y mis hermanos, Pedro y Alfonso, mejor lo tuvieron y poseyeron») se incumple una de las condiciones sinequanon del «casamiento en casa»: «que el cónyuge proveniente de la casa tiene que ser heredero de las propiedades familiares, de las cuales el cónyuge forastero puede mantener el usufructo en caso de se vuelva a casar después de la muerte del heredero». «Pero, ni Petronila aporta nada ni Ramiro II le reconoce ningún derecho sobre el reino de Aragón, que es entregado al conde como donación por parte del rey, como ya indicaron García-Gallo y Serrano Daura».[34] Palomo coincide con Serrano Daura cuando concluye que «resulta evidente que ni se produjo ningún casamiento en casa ni, como asegura Ubieto, gracias a esta institución jurídica, supuestamente establecida el 11 de agosto de 1137, Ramon Berenguer gobernó desde 1137 en nombre de la "reina" Petronila, la titular de soberanía. Para sostener eso, se tiene que ignorar la abdicación de Ramiro II producida en Zaragoza tres meses después, cuando Ramiro cede al conde todo lo que se había reservado en Barbastro y ordena a los aragoneses que tengan a Ramon como rey».[35] Por otro lado, Palomo considera un «despropósito historiográfico» la tesis del supuesto «ahijamiento» de Ramon Berenguer por parte de Ramiro II, lo que habría supuesto la renuncia a su linaje de la Casa de Barcelona y la integración en el "Casal de Aragón", entre otras razones porque «es absurdo si consideramos las consecuencias reales que habría tenido si se hubiera producido: si Ramon Berenguer se hubiera convertido en hijo de Ramiro II, ya no habría hecho falta que se casara con Petronila, porque el conde sería el heredero varón del rey y se habría acabado intitulando rex desde 1137».[36]